# Schneider Gábor
Schneider Gábor (Pécs, 1968. május 26. –) magyar labdarúgó.

## Pályafutása
Az 1990-es években szerepelt a Pécs 96 FC-ben, majd a Büki TK-ban.

## Sikerei, díjai
Ferencvárosi TC
- Magyar bajnokság
  - bajnok: 1991–92
  - bronzérmes: 1992–93
- Magyar kupa
  - győztes: 1993